# ばーん
ばーんは、かつて太田プロダクションに所属していた日本のお笑いコンビ。

## メンバー
- 高坂友衣（ユイティ）（こうさか ゆい、1985年8月28日（39歳） - ）ボケ担当。
- 高田千尋（たかだ ちひろ、1985年4月16日（40歳） - ）ツッコミ担当。

2人とも青森県青森市出身。
詳細は各項目を参照。

## 来歴
- 幼馴染同士であり、保育園・小学校・中学校・青森県立青森東高等学校と一緒だった[1][2]。
- 1999年、中学2年生の12月に高田が誘う形でお笑いコンビとして活動を始め[1]、高校生当時の2003年からM-1グランプリにも出場。2004年に高坂は埼玉大学[2]、高田は明星大学と[3]、2人とも関東地方の大学に進学し上京。東京に活動拠点を置く。太田プロのライブ『やる気な彼女』や、代々木公園での路上ライブなどでも活動していた。本人達は2005年2月がBURNのスタートだと主張している[4]。
- 2005年7月に結成された芸能人女子フットサルチーム、YOTSUYA CLOVERSに2008年12月21日まで所属。高田は2007年9月22日からキャプテンを務めていた。背番号はユイティが「2」、高田が「10」だった。
- 2007年4月頃に、ボケとツッコミのポジションを交替[1]。
- 2008年5月3日から『コンバットII』（フジテレビ）にレギュラー出演。
- 2009年6月22日から、あんぺあと2組でのトークライブ『AとB』を定期的に行っていた。また、そのあんぺあと朝倉小松崎、ピーナッツパン、リニア（旧S×L）、ぐりんぴーすと6組合同のライブ『シックススキップ』を2009年8月26日（第1回）から行っていた。
- 2013年1月から、コンビ名を「BURN」から「ばーん」に改名[5]。
- 2016年3月13日、初の単独ライブ『初回盤〜性悪女之処女作〜』（東京・中目黒トライ）を開催[6]。
- 2016年3月25日、高田が自身初となるグラビアDVD『BURN』を発売[7]。このDVDは売り上げ5000枚を目標として、これを達成出来なかったら「青森に帰る」と宣言。しかし結果として達成には至らず、同年4月12日のブログにて、高田のみ活動拠点を地元の青森に移すことを報告[8]。なお、高坂は東京に残り、ばーんの活動も“遠距離コンビ”となりながら継続した[9]。これについて高坂は「私が（ばーんの）東京本部長、千尋が青森支社長」のようなもの、とブログで話している[10]。なお、このDVD『BURN』はAmazonランキングで1位になったことがある[11]。遠距離コンビは2019年12月まで続いた。
- 2016年7月24日、2回目となる単独ライブ『青森盤〜性悪女之処女作〜』（青森・パストラーレ）を開催。
- 2020年12月1日、2021年3月限りで解散することを発表。すれ違いが多くなって溝が増えたなどを解散の理由としている[12]。そして2人の関係は「15（21）年ぶりに幼馴染の友だちに戻ります」としている[13]。
- 2021年3月の解散後もともに太田プロに残り高坂は青森県、高田は東京で活動とかつての活動拠点を入れ替わる形になった。
- 2023年12月いっぱいで、高坂が19年間所属した太田プロダクションを退所し、フリーとなる[14]。

## 芸風
コント、漫才ともに演じている。これまでのものの中にはユイティ（高坂）が津軽弁を多用したり、ねぶた祭りの衣装での登場や、青森県の形を両腕で表現した（右腕で津軽半島、左腕で下北半島）ことが有ったなど、地元・青森の特徴をコントの中に取り入れることも多い。『コンバットII』においても、津軽弁を取り入れたコントが放送されている。かつては、ユイティが渡辺美里の歌をコント中に入れることもあった。
他、コントのネタには恋愛系のもの、「青森のとなりのトトロ」などがある。
漫才では高坂が高田を「私はブスだから」と問い詰めるネタをしており、高田が高坂をブスじゃないとフォローしても「巨乳とエスニック（な服装）でブスを散らしている」と言い返す。

## 出演
ばーんの出演作品を記載。個別での出演作品は「高坂友衣の出演作品」、「高田千尋の出演作品」を参照。

### テレビ
- 恋するフットサル（フジテレビ）
- コンバットII（フジテレビ）
- お笑い図鑑 ハマヌキ（tvk）
- イツザイ（テレビ東京、2008年10月）『ハッスル・第2のインリン様オーディション』
- BSブランチ（BS-TBS、2009年6月20日）
- 時々おとなも迷々（NHK総合テレビ、2010年1月11日）
- BREAK SG（青森朝日放送、2010年8月6日）
- 使える!アイデアハウス（テレビ朝日、2010年9月4日）
- ものまね新人ウォーズ（TBSテレビ、2010年10月4日）
- オンバト+ （NHK総合）戦績0勝2敗 最高289KB
- NHK短歌（NHK教育テレビ）
- 芸人報道（日本テレビ、2013年5月13日（高坂のみ）・5月20日（高坂のみ）、2014年2月24日（高田のみ））
- たけしの等々力ベース（BSフジ）- 2014年7月17日・7月24日
- オサレもん（フジテレビ、2014年11月4日・11日）『ニセAKB』として出演。
- ○っと!（青森朝日放送）- 『チームG（ニセAKB）』として出演。
- ぐるナイ大晦日恒例!おもしろ荘　若手にチャンスと愛を…誰か売れて頂戴SP（日本テレビ、2015年1月1日）
- ステキ+Life（J:COM）
- 夢はここから生放送 ハッピィ（青森朝日放送）
- 夢はここから深夜放送 ラッキー（青森朝日放送）
- あけるなキケン（TBS、2015年5月10日深夜）
- 笑点 特大号（日本テレビ、2015年6月17日）
- 〜公開ネタ見せ番組〜 輝け!ギャラ3000円芸人（BSスカパー!）
- 真夜中のおバカ騒ぎ!（チバテレ、TOKYO MX）- 2016年4月21日深夜／4月23日深夜
- じわじわチャップリン（テレビ東京）- 2017年1月21日初出演
- ウチのガヤがすみません!（日本テレビ）- 2017年4月4日（この日は高坂のみ）、2017年4月18日〜

### ラジオ
- ばーんのBFBラジオ（2016年6月6日 - 8月16日、FMごしょがわら）

### 映画
- 僕の初恋をキミに捧ぐ（東宝系 2009年10月24日公開） - 二人とも高校生役で出演。

### CM
- 日本興亜損害保険（2005年 - 2006年） - 高田のみ女子高生役で出演

### その他
- 日刊ゲンダイ（2008年5月14日付『失礼します』の紙面に、二人ともビキニ姿で掲載された。）